# Михайло Петрович
Миха́йло Пе́трович А́лас (серб. Михаило Петровић Алас, (серб. а́лас дослівно укр. риба́лка), *6 травня 1868, Белград, Сербське князівство — †8 червня 1943, Белград) — сербський математик і винахідник, професор Белградського університету, академік Сербської Королівської академії. А також рибалка, письменник, публіцист, скрипаль, бізнесмен, мандрівник, доброволець під час Першої і Другої світових воєн. Він був учнем Анрі Пуанкаре, Шарля Ерміта та Шарля Еміля Пікара. Михайло Петрович зробив значний внесок до теорії диференціальних рівнянь і феноменології. Він також був винахідником одного з перших прототипів аналогової обчислювальної машини. У списку «100 найзнаменитіших сербів» Михайло Петрович займає 73 місце.
Михайло Петрович мав прізвисько «Алас», бо був затятим риболовом. Він написав дві книжки: «Белград — колишній центр великого рибальства» та «Чердапські рибалки в минулому і сьогодні».
22 жовтня 1924 року Михайла Петровича було обрано дійсним членом Наукового товариства імені Шевченка (НТШ) у Львові.

## Біографія

### Родовід
Предки Михайла Петровича по батьковій лінії походять з України. У 90-х роках XVIII століття до Сербії з України переїхала сім'я Арсенія Петровича й оселилася на околиці села Юнковци, де працювали на землі, а пізніше торгували. Батько Михайла Петровича — Никодим, народився у 1843 році в сім'ї уже багатого купця Радивоя Петровича і в Юнковцях закінчив початкову школу.

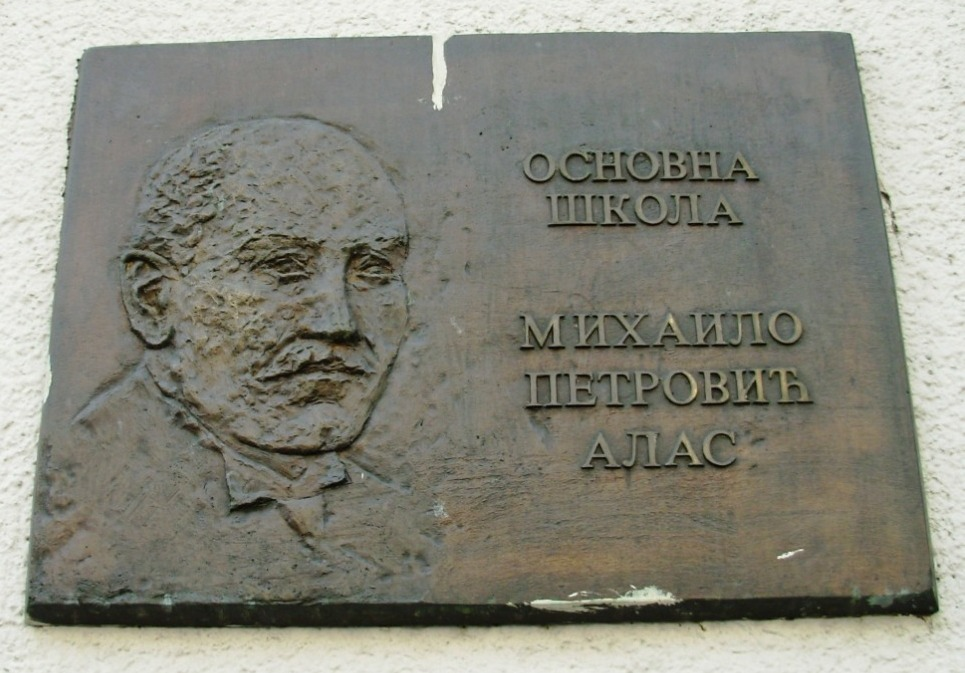
Пам'тна дошка на початковій школі в Белграді.

 У п'ятнадцятирічному віці він поїхав до Белграду, де як добре вихованого й освіченого юнака, Никодима прийняли до Белградської богословської школи, яку він закінчив у 1861 році. Для завершення освіти у 1860-х роках він студіював теологію у Києві, а після повернення до Сербії в 1865 році Никодим Петрович блискуче склав іспит на звання професора богослов'я і став професором белградської семінарії.
Мати Михайла Петровича — Міліца Лазаревич, по материнській лінії походила зі знатної купецької белградської родини Нешичів і була дочкою протоєрея Соборної церкви Новіци Лазаревича. Вона закінчила початкову школу та Жіночу гімназію в Белграді. У березні 1867 року в Соборній церкві в Белграді взяли шлюб священник Никодим Петрович і Міліца Лазаревич. Після одруження Міліца Петрович повністю присвятила себе сім'ї. У сім'ї було п'ятеро дітей, Михайло був найстаршим.

### Ранні роки, навчання
Михайло Петрович Рибалка, народився 24 квітня 1868 року в Белграді, на Косанчевому Валі, на березі Сави.

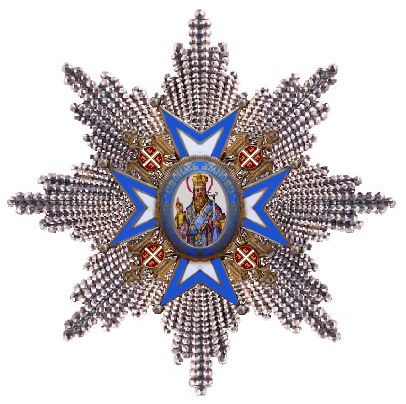
Орден святого Сави

Михайло у 1885 році закінчив 1-шу Белградську гімназію, а потім вивчав природничі науки та математику на природничо-математичному відділі філософського факультету Белградської вищої нормальної школи (1885—1889). Після завершення вищих студій він з 1890 року навчався у Франції, де вступив до Сорбонни у Парижі.
У Сорбонні він був дипломований з математичних наук у 1891 році, а з фізичних наук у 1893. 21 червня 1894 року він захистив докторську дисертацію в галузі диференціальних рівнянь у Сорбонні і отримав ступінь доктор математики.

### В Сербії
У цьому ж році молодий вчений повернувся до Сербії, де викладав математику у вищій школі. За успіхи його нагородили Орденом см. Сави 5-го ступеня. У віці 30 років він став одним з провідних професорів вищої школи і автором близько 50 наукових праць. У 1898 році його нагородили Орденом см. Сави 4-го ступеня, а в 1903-му Орденом см. Сави 3-го ступеня.

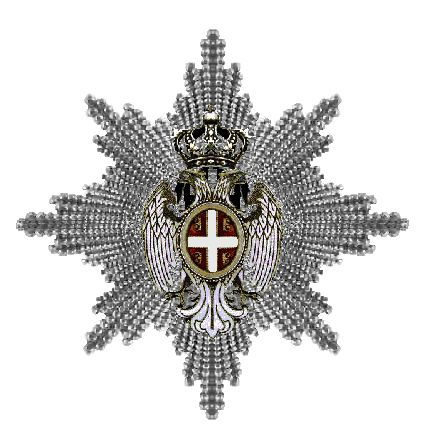
Орден Білого орла

У 1905 році він став професором у створеному Белградському університеті і очолив кафедру математики філософського факультету. Михайло Петрович був заступником декана факультету у 1909—1913 роках і деканом у 1908/1909 навчальному році. Саме тоді були закладені основи белградської математичної школи. Михайло Петрович вважав, що «без доброї наукової школи не може бути доброї науки, і навпаки». З нагоди його 10-літньої викладацької діяльності Михайла Петровича нагородили Орденом см. Сави 2-го ступеня.
Коли почалася Перша світова війна, Петрович як резервний офіцер переїхав до Швейцарії, де розробляв оригінальний метод шифрування таємних документів. Також створив оригіналий спосіб розміновування мінних полів. За заслуги Михайло Петрович був нагороджений Орденом Білого орла. Ще під час війни написав працю «Теорема про алгебричні рівняння парного степеня» (1016).

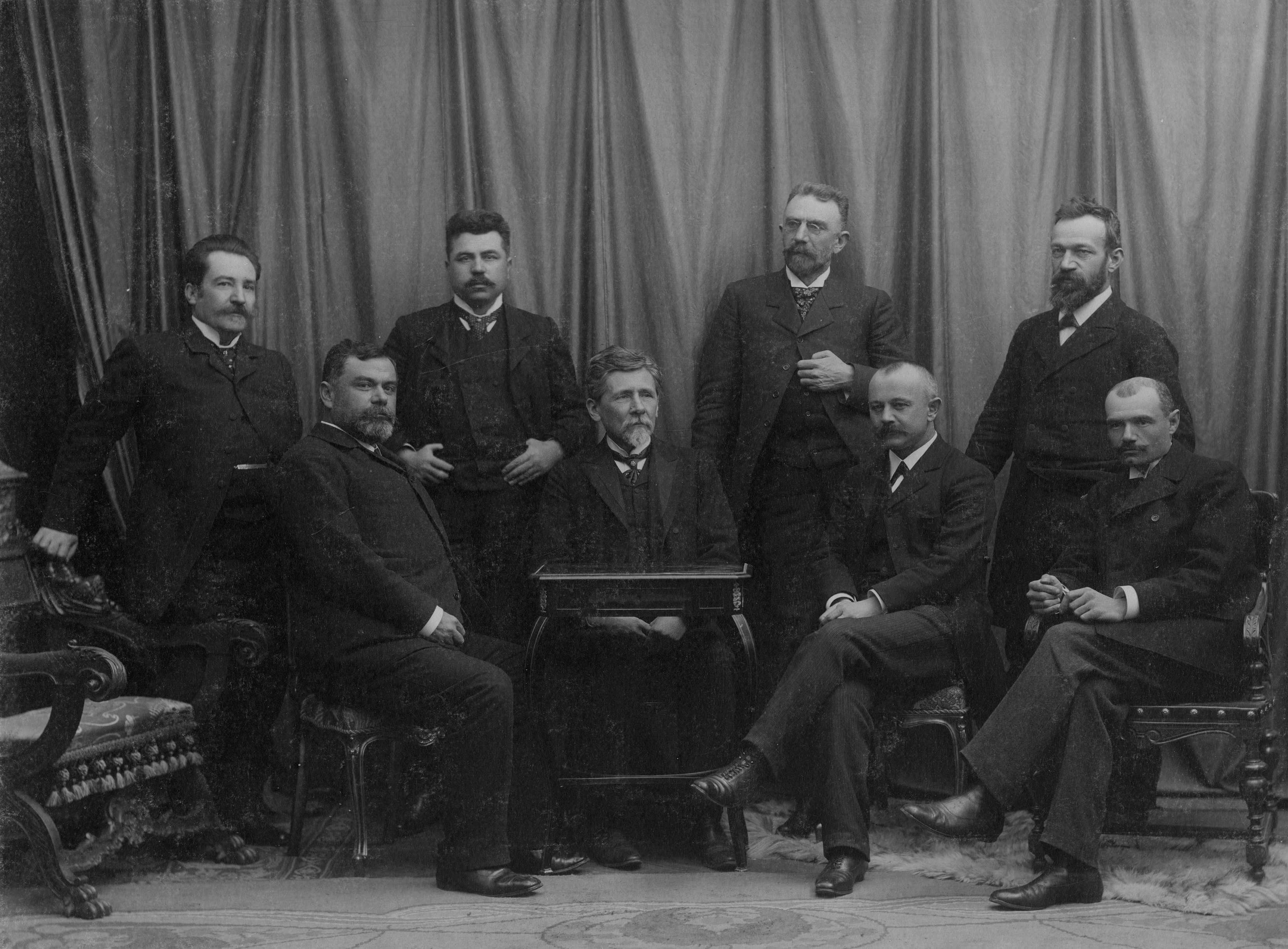
Михайло Петрович (сидить 1-ий справа) серед професорів Белградського університету. 1905

У післявоєнні роки Петрович повернувся до викладацької роботи в Белградському університеті, де став членом Товариства університетських наставників та почесним головою Товариства студентів. У 1931 році разом з колегами Михайло Петрович заснував часопис «Математичні публікації університету в Белграді». За успішну працю в університеті та науці він був нагороджений Орденом св. Сави 1-го ступеня. Математична школа у Белграді була названа ім'ям Михайла Петровича.
Михайло Петрович мав 73 роки коли розпочалася Друга світова війна. Як резервний інженер—підполковник він добровільно зголосився до війська, однак не зміг уникнути німецького полону. Після трьох місяців він був звільнений з Нюрнберзького табору завдяки кронпринцу Георгієві Карагеоргійовичу. Перебуваючи в таборі він дуже хворів і 21 листопада 1941 року написав заповіт «Моя остання воля».

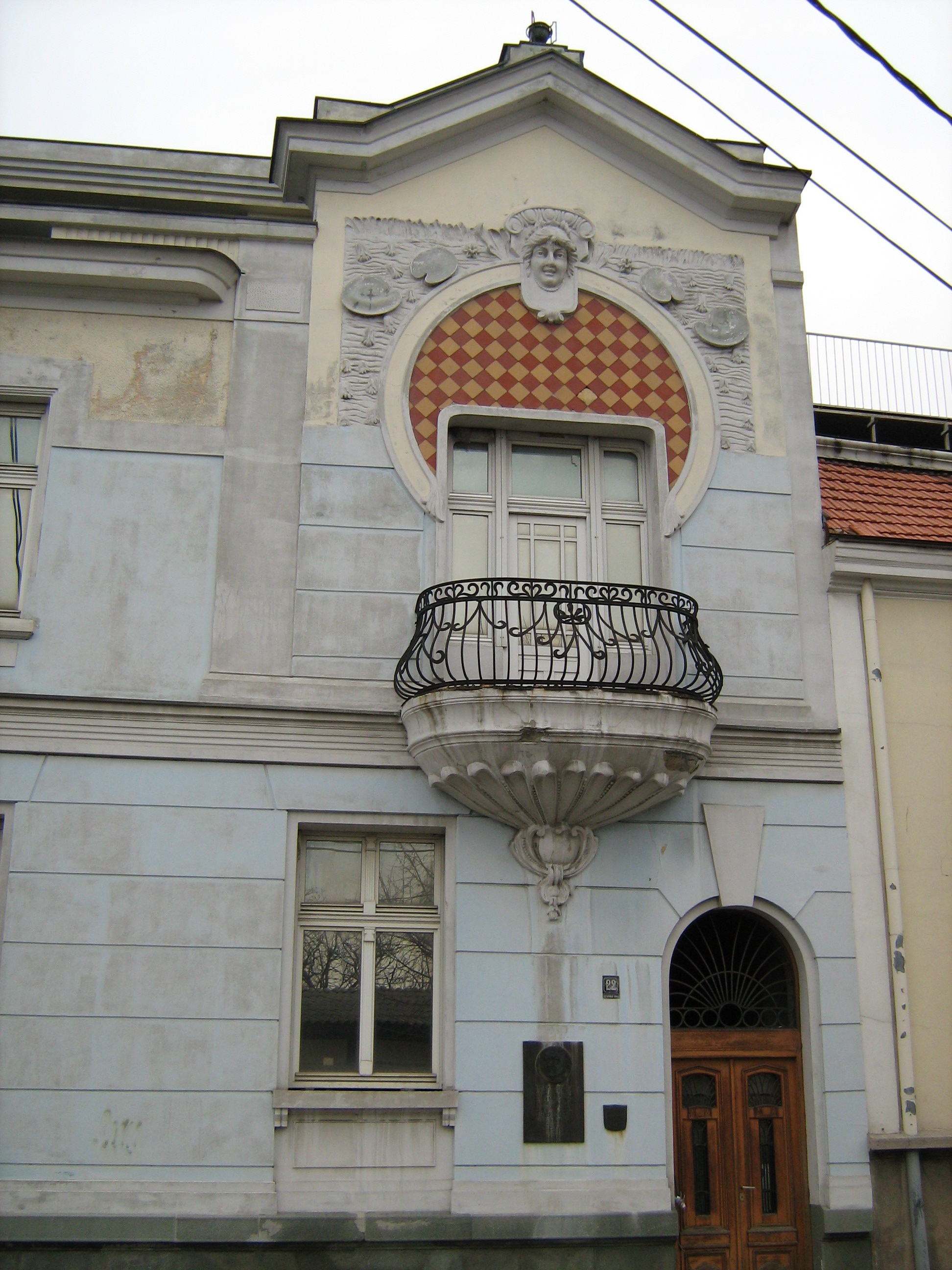
Будинок, у якому народився і жив
Михайло Петрович

8 червня 1943 року Михайло Петрович помер у кімнаті свого будинку в старій дільниці Белграду — Косанчича вінець (Косанчићев венац).